# Élections départementales de 2015 dans l'Ariège
Les élections départementales ont lieu les 22 et 29 mars 2015.

## Contexte départemental
L'Ariège est un département notoirement socialiste depuis des décennies.

### Assemblée départementale sortante
Avant les élections, le conseil général de l'Ariège est présidé par Henri Nayrou (PS). Il comprend 22 conseillers généraux issus des 22 cantons de l'Ariège. Après le redécoupage cantonal de 2014, ce sont 26 conseillers départementaux qui seront élus au sein des 13 nouveaux cantons de l'Ariège.
| Parti                             | Sigle | Sigle | Élus |
| --------------------------------- | ----- | ----- | ---- |
| Majorité (19 sièges)              |       |       |      |
| Parti socialiste                  |       | PS    | 17   |
| Parti radical de gauche           |       | PRG   | 1    |
| Divers gauche                     |       | DVG   | 1    |
| Opposition (3 sièges)             |       |       |      |
| Union pour un mouvement populaire |       | UMP   | 3    |
| Président du conseil général      |       |       |      |
| Henri Nayrou (PS)                 |       |       |      |

### Assemblée départementale élue
À la suite des élections départementales de 2015, le conseil départemental est présidé par Henri Nayrou (PS). Il comprend 26 conseillers départementaux issus des 13 cantons de l'Ariège :
| Parti                                      | Sigle | Sigle | Élus |
| ------------------------------------------ | ----- | ----- | ---- |
| Majorité (16 sièges)                       |       |       |      |
| Parti socialiste                           |       | PS    | 15   |
| Divers gauche                              |       | DVG   | 1    |
| Équipe au service des Ariégeois (6 sièges) |       |       |      |
| Divers gauche                              |       | DVG   | 6    |
| Opposition (4 sièges)                      |       |       |      |
| Divers droite                              |       | DVD   | 3    |
| Divers gauche                              |       | DVG   | 1    |
| Président du conseil départemental         |       |       |      |
| Henri Nayrou (PS)                          |       |       |      |

## Résultats à l'échelle du département

### Résultats par nuances du ministère de l'Intérieur
Les nuances utilisées par le ministère de l'Intérieur ne tiennent pas compte des alliances locales.
| Binômes     | Binômes            | Premier tour | Premier tour | Second tour | Second tour | Sièges |
| Binômes     | Binômes            | Voix         | %            | Voix        | %           | Sièges |
| ----------- | ------------------ | ------------ | ------------ | ----------- | ----------- | ------ |
|             | PS                 | 23 733       | 40,95        | 22 727      | 45,47       | 16     |
|             | DVG                | 12 521       | 21,60        | 11 701      | 23,41       | 6      |
|             | FG                 | 3 011        | 5,19         |             |             |        |
|             | EÉLV               | 1 895        | 3,27         |             |             |        |
|             | PCF                | 737          | 1,27         |             |             |        |
| Gauche      | Gauche             | 41 897       | 72,28        | 34 428      | 68,88       | 22     |
|             |                    |              |              |             |             |        |
|             | FN                 | 9 137        | 15,76        | 8 753       | 17,51       | 0      |
|             |                    |              |              |             |             |        |
|             | DVD                | 5 224        | 9,01         | 6 803       | 13,61       | 4      |
|             | Union de la droite | 971          | 1,68         |             |             |        |
|             | UDI                | 732          | 1,26         |             |             |        |
| Droite      | Droite             | 6 927        | 11,95        | 6 803       | 13,61       | 4      |
|             |                    |              |              |             |             |        |
| Inscrits    | Inscrits           | 116 219      | 100,00       | 99 328      | 100,00      |        |
| Abstentions | Abstentions        | 51 540       | 44,35        | 42 733      | 43,02       |        |
| Votants     | Votants            | 64 679       | 55,65        | 56 595      | 56,98       |        |
| Blancs      | Blancs             | 4 145        | 6,41         | 4 166       | 7,36        |        |
| Nuls        | Nuls               | 2 573        | 3,98         | 2 445       | 4,32        |        |
| Exprimés    | Exprimés           | 57 961       | 89,61        | 49 984      | 88,32       |        |

### Résultats par canton
| Canton                  | Conseiller sortant      | Parti           | Parti       | Conseiller élu          | Parti           | Parti           |
| ----------------------- | ----------------------- | --------------- | ----------- | ----------------------- | --------------- | --------------- |
| Arize-Lèze              | Canton créé             | Canton créé     | Canton créé | Raymond Berdou          |                 | PS              |
| Arize-Lèze              | Canton créé             | Canton créé     | Canton créé | Lydia Blandinières      |                 | PS              |
| Ax-les-Thermes          | Augustin Bonrepaux*     |                 | PS          | Canton supprimé         | Canton supprimé | Canton supprimé |
| La Bastide-de-Sérou     | André Rouch             |                 | PS          | Canton supprimé         | Canton supprimé | Canton supprimé |
| Les Cabannes            | Christian Loubet*       |                 | PS          | Canton supprimé         | Canton supprimé | Canton supprimé |
| Castillon-en-Couserans  | Robert Zonch*           |                 | PS          | Canton supprimé         | Canton supprimé | Canton supprimé |
| Couserans Est           | Canton créé             | Canton créé     | Canton créé | André Rouch             |                 | PS              |
| Couserans Est           | Canton créé             | Canton créé     | Canton créé | Christine Tequi         |                 | PS              |
| Couserans Ouest         | Canton créé             | Canton créé     | Canton créé | Christine Gaston        |                 | PS              |
| Couserans Ouest         | Canton créé             | Canton créé     | Canton créé | Henri Nayrou            |                 | PS              |
| Foix-Rural              | Benoît Alvarez          |                 | DVG         | Canton supprimé         | Canton supprimé | Canton supprimé |
| Foix-Ville              | Frédérique Massat       |                 | PS          | Canton supprimé         | Canton supprimé | Canton supprimé |
| Foix                    | Canton créé             | Canton créé     | Canton créé | Éric Donzé              |                 | PRG             |
| Foix                    | Canton créé             | Canton créé     | Canton créé | Martine Doumenc-Caubère |                 | DVG             |
| Le Fossat               | Jean-Luc Couret*        |                 | PS          | Canton supprimé         | Canton supprimé | Canton supprimé |
| Haute-Ariège            | Canton créé             | Canton créé     | Canton créé | Alain Naudy             |                 | PS              |
| Haute-Ariège            | Canton créé             | Canton créé     | Canton créé | Karine Orus Dulac       |                 | PS              |
| Lavelanet               | Pierre Saboy*           |                 | PS          | Canton supprimé         | Canton supprimé | Canton supprimé |
| Le Mas-d'Azil           | Raymond Berdou          |                 | PS          | Canton supprimé         | Canton supprimé | Canton supprimé |
| Massat                  | Pierre Auriac-Meilleur* |                 | UMP         | Canton supprimé         | Canton supprimé | Canton supprimé |
| Mirepoix                | Jean Cazanave*          |                 | PS          | Patrick Laffont         |                 | DVG             |
| Mirepoix                | Jean Cazanave*          | Nicole Quillien | PS          |                         | PS              |                 |
| Oust                    | Christine Téqui         |                 | PS          | Canton supprimé         | Canton supprimé | Canton supprimé |
| Pamiers-Est             | Joseph Astre*           |                 | PRG         | Canton supprimé         | Canton supprimé | Canton supprimé |
| Pamiers-Ouest           | Marie-France Vilaplana  |                 | PS          | Canton supprimé         | Canton supprimé | Canton supprimé |
| Pamiers-1               | Canton créé             | Canton créé     | Canton créé | Jacques Laffargue       |                 | DVG             |
| Pamiers-1               | Canton créé             | Canton créé     | Canton créé | Marie-France Vilaplana  |                 | PS              |
| Pamiers-2               | Canton créé             | Canton créé     | Canton créé | Monique Bordes          |                 | PS              |
| Pamiers-2               | Canton créé             | Canton créé     | Canton créé | André Montané           |                 | PS              |
| Pays d'Olmes            | Canton créé             | Canton créé     | Canton créé | Jessica Miquel          |                 | DVG             |
| Pays d'Olmes            | Canton créé             | Canton créé     | Canton créé | Marc Sanchez            |                 | DVG             |
| Les Portes d'Ariège     | Canton créé             | Canton créé     | Canton créé | Géraldine Pons          |                 | DVD             |
| Les Portes d'Ariège     | Canton créé             | Canton créé     | Canton créé | Jean-Michel Soler       |                 | DVD             |
| Les Portes du Couserans | Canton créé             | Canton créé     | Canton créé | Alain Bari              |                 | DVD             |
| Les Portes du Couserans | Canton créé             | Canton créé     | Canton créé | Magalie Bernère         |                 | DVG             |
| Quérigut                | Francis Magdalou*       |                 | PS          | Canton supprimé         | Canton supprimé | Canton supprimé |
| Sabarthès               | Canton créé             | Canton créé     | Canton créé | Benoît Alvarez          |                 | DVG             |
| Sabarthès               | Canton créé             | Canton créé     | Canton créé | Nadège Sutra-Denjean    |                 | DVG             |
| Sainte-Croix-Volvestre  | Alain Bari              |                 | UMP         | Canton supprimé         | Canton supprimé | Canton supprimé |
| Saint-Girons            | Henri Nayrou            |                 | PS          | Canton supprimé         | Canton supprimé | Canton supprimé |
| Saint-Lizier            | Raymond Coumes          |                 | PS          | Canton supprimé         | Canton supprimé | Canton supprimé |
| Saverdun                | Louis Marette*          |                 | UMP         | Canton supprimé         | Canton supprimé | Canton supprimé |
| Tarascon-sur-Ariège     | Alain Duran*            |                 | PS          | Canton supprimé         | Canton supprimé | Canton supprimé |
| Val d'Ariège            | Canton créé             | Canton créé     | Canton créé | Martine Esteban         |                 | PS              |
| Val d'Ariège            | Canton créé             | Canton créé     | Canton créé | Jean-Paul Ferré         |                 | PS              |
| Varilhes                | Roger Sicre*            |                 | PS          | Canton supprimé         | Canton supprimé | Canton supprimé |
| Vicdessos               | Bernard Piquemal*       |                 | PS          | Canton supprimé         | Canton supprimé | Canton supprimé |

* Conseillers généraux sortants ne se représentant pas

## Résultats par canton

### Canton de Haute-Ariège
| Candidats   | Candidats         | Partis      | Partis      | Premier tour | Premier tour | Second tour | Second tour |
| Candidats   | Candidats         | Partis      | Partis      | Voix         | %            | Voix        | %           |
| ----------- | ----------------- | ----------- | ----------- | ------------ | ------------ | ----------- | ----------- |
| 1           | Laurence Lefort   |             | FN          | 642          | 18,20        |             |             |
| 1           | Marc Marty        |             | FN          | 642          | 18,20        |             |             |
| 2           | Daniel Géraud     |             | DVG         | 818          | 23,19        | 1 398       | 41,79       |
| 2           | Éliane Sibra      |             | DVG         | 818          | 23,19        | 1 398       | 41,79       |
| 3           | Gérard Durand     |             | PCF         | 516          | 14,63        |             |             |
| 3           | Marie Labécot     |             | PCF         | 516          | 14,63        |             |             |
| 4           | Alain Naudy       |             | PS          | 1 552        | 43,99        | 1 947       | 58,21       |
| 4           | Karine Orus Dulac |             | PS          | 1 552        | 43,99        | 1 947       | 58,21       |
|             |                   |             |             |              |              |             |             |
| Inscrits    | Inscrits          | Inscrits    | Inscrits    | 5 847        | 100,00       | 5 846       | 100,00      |
| Abstentions | Abstentions       | Abstentions | Abstentions | 2 094        | 35,81        | 2 141       | 36,62       |
| Votants     | Votants           | Votants     | Votants     | 3 753        | 64,19        | 3 705       | 63,38       |
| Blancs      | Blancs            | Blancs      | Blancs      | 145          | 3,86         | 221         | 5,96        |
| Nuls        | Nuls              | Nuls        | Nuls        | 80           | 2,13         | 139         | 3,75        |
| Exprimés    | Exprimés          | Exprimés    | Exprimés    | 3 528        | 94,00        | 3 345       | 90,28       |

### Canton d'Arize-Lèze
| Candidats            | Candidats          | Partis      | Partis      | Premier tour | Premier tour |
| Candidats            | Candidats          | Partis      | Partis      | Voix         | %            |
| -------------------- | ------------------ | ----------- | ----------- | ------------ | ------------ |
| 1                    | Raymond Berdou*    |             | PS          | 2 230        | 62,34        |
| 1                    | Lydia Blandinières |             | PS          | 2 230        | 62,34        |
| 2                    | Jérôme Brosseron   |             | EÉLV        | 1 347        | 37,66        |
| 2                    | Josée Souque       |             | PCF         | 1 347        | 37,66        |
|                      |                    |             |             |              |              |
| Inscrits             | Inscrits           | Inscrits    | Inscrits    | 8 217        | 100,00       |
| Abstentions          | Abstentions        | Abstentions | Abstentions | 3 638        | 44,27        |
| Votants              | Votants            | Votants     | Votants     | 4 579        | 55,73        |
| Blancs               | Blancs             | Blancs      | Blancs      | 713          | 15,57        |
| Nuls                 | Nuls               | Nuls        | Nuls        | 289          | 6,31         |
| Exprimés             | Exprimés           | Exprimés    | Exprimés    | 3 577        | 78,12        |
| * conseiller sortant |                    |             |             |              |              |

### Canton de Couserans Est
| Candidats            | Candidats        | Partis      | Partis      | Premier tour | Premier tour |
| Candidats            | Candidats        | Partis      | Partis      | Voix         | %            |
| -------------------- | ---------------- | ----------- | ----------- | ------------ | ------------ |
| 1                    | André Rouch*     |             | PS          | 2 214        | 64,77        |
| 1                    | Christine Tequi* |             | PS          | 2 214        | 64,77        |
| 2                    | Philippe Assémat |             | EÉLV        | 1 204        | 35,23        |
| 2                    | Martine Papaïx   |             | E!          | 1 204        | 35,23        |
|                      |                  |             |             |              |              |
| Inscrits             | Inscrits         | Inscrits    | Inscrits    | 8 652        | 100,00       |
| Abstentions          | Abstentions      | Abstentions | Abstentions | 4 291        | 49,60        |
| Votants              | Votants          | Votants     | Votants     | 4 361        | 50,40        |
| Blancs               | Blancs           | Blancs      | Blancs      | 566          | 12,98        |
| Nuls                 | Nuls             | Nuls        | Nuls        | 377          | 8,64         |
| Exprimés             | Exprimés         | Exprimés    | Exprimés    | 3 418        | 78,38        |
| * conseiller sortant |                  |             |             |              |              |

### Canton de Couserans Ouest
| Candidats            | Candidats         | Partis      | Partis      | Premier tour | Premier tour | Second tour | Second tour |
| Candidats            | Candidats         | Partis      | Partis      | Voix         | %            | Voix        | %           |
| -------------------- | ----------------- | ----------- | ----------- | ------------ | ------------ | ----------- | ----------- |
| 1                    | Michel Larive     |             | PG          | 536          | 12,07        |             |             |
| 1                    | Dominique Soula   |             | PCF         | 536          | 12,07        |             |             |
| 2                    | Stéphane Masquère |             | FN          | 790          | 17,80        |             |             |
| 2                    | Catherine Rochet  |             | FN          | 790          | 17,80        |             |             |
| 3                    | Bernard Gondran   |             | DVD         | 812          | 18,29        | 1 346       | 33,07       |
| 3                    | Sandrine Pujol    |             | DVD         | 812          | 18,29        | 1 346       | 33,07       |
| 4                    | Pascale Barioulet |             | PCF         | 221          | 4,98         |             |             |
| 4                    | Hervé Soula       |             | PCF         | 221          | 4,98         |             |             |
| 5                    | Christine Gaston  |             | PS          | 2 080        | 46,86        | 2 724       | 66,93       |
| 5                    | Henri Nayrou*     |             | PS          | 2 080        | 46,86        | 2 724       | 66,93       |
|                      |                   |             |             |              |              |             |             |
| Inscrits             | Inscrits          | Inscrits    | Inscrits    | 8 549        | 100,00       | 8 534       | 100,00      |
| Abstentions          | Abstentions       | Abstentions | Abstentions | 3 795        | 44,39        | 3 855       | 54,83       |
| Votants              | Votants           | Votants     | Votants     | 4 754        | 55,61        | 4 679       | 45,17       |
| Blancs               | Blancs            | Blancs      | Blancs      | 192          | 4,04         | 341         | 7,29        |
| Nuls                 | Nuls              | Nuls        | Nuls        | 123          | 2,59         | 268         | 5,73        |
| Exprimés             | Exprimés          | Exprimés    | Exprimés    | 4 439        | 93,37        | 4 070       | 86,98       |
| * conseiller sortant |                   |             |             |              |              |             |             |

### Canton de Foix
| Candidats            | Candidats               | Partis      | Partis      | Premier tour | Premier tour | Second tour | Second tour |
| Candidats            | Candidats               | Partis      | Partis      | Voix         | %            | Voix        | %           |
| -------------------- | ----------------------- | ----------- | ----------- | ------------ | ------------ | ----------- | ----------- |
| 1                    | Marie-Noëlle Samarcq    |             | UMP         | 971          | 20,73        |             |             |
| 1                    | Cyril Sejalon           |             | UMP         | 971          | 20,73        |             |             |
| 2                    | Didier Calvet           |             | PCF         | 774          | 16,53        |             |             |
| 2                    | Nathalie Loze           |             | FG          | 774          | 16,53        |             |             |
| 3                    | Éric Donzé              |             | PRG         | 1 092        | 23,32        | 2 443       | 52,64       |
| 3                    | Martine Doumenc-Caubère |             | DVG         | 1 092        | 23,32        | 2 443       | 52,64       |
| 4                    | Thomas Fromentin        |             | PS          | 1 846        | 39,42        | 2 198       | 47,36       |
| 4                    | Frédérique Massat*      |             | PS          | 1 846        | 39,42        | 2 198       | 47,36       |
|                      |                         |             |             |              |              |             |             |
| Inscrits             | Inscrits                | Inscrits    | Inscrits    | 9 731        | 100,00       | 9 731       | 100,00      |
| Abstentions          | Abstentions             | Abstentions | Abstentions | 4 653        | 47,82        | 4 578       | 47,05       |
| Votants              | Votants                 | Votants     | Votants     | 5 078        | 52,18        | 5 153       | 52,95       |
| Blancs               | Blancs                  | Blancs      | Blancs      | 330          | 6,50         | 301         | 5,84        |
| Nuls                 | Nuls                    | Nuls        | Nuls        | 65           | 1,28         | 211         | 4,09        |
| Exprimés             | Exprimés                | Exprimés    | Exprimés    | 4 683        | 92,22        | 4 641       | 90,06       |
| * conseiller sortant |                         |             |             |              |              |             |             |

### Canton de Mirepoix
| Candidats   | Candidats        | Partis      | Partis      | Premier tour | Premier tour | Second tour | Second tour |
| Candidats   | Candidats        | Partis      | Partis      | Voix         | %            | Voix        | %           |
| ----------- | ---------------- | ----------- | ----------- | ------------ | ------------ | ----------- | ----------- |
| 1           | Barbara Chevrier |             | DVD         | 717          | 12,90        |             |             |
| 1           | Jean-Luc Peiser  |             | DVD         | 717          | 12,90        |             |             |
| 2           | Patrick Laffont  |             | PS          | 2 244        | 40,37        | 3 642       | 67,64       |
| 2           | Nicole Quillien  |             | PS          | 2 244        | 40,37        | 3 642       | 67,64       |
| 3           | Guy Djedaini     |             | FN          | 1 423        | 25,60        | 1 742       | 32,36       |
| 3           | Isabelle Rivière |             | FN          | 1 423        | 25,60        | 1 742       | 32,36       |
| 4           | Henri Barrou     |             | PCF         | 928          | 16,70        |             |             |
| 4           | Nadine Francioni |             | PCF         | 928          | 16,70        |             |             |
| 5           | François Alvarez |             | DVG         | 246          | 4,43         |             |             |
| 5           | Christiane Lorca |             | DVG         | 246          | 4,43         |             |             |
|             |                  |             |             |              |              |             |             |
| Inscrits    | Inscrits         | Inscrits    | Inscrits    | 10 242       | 100,00       | 10 242      | 100,00      |
| Abstentions | Abstentions      | Abstentions | Abstentions | 4 364        | 42,61        | 4 241       | 41,41       |
| Votants     | Votants          | Votants     | Votants     | 5 878        | 57,39        | 6 001       | 58,59       |
| Blancs      | Blancs           | Blancs      | Blancs      | 228          | 3,88         | 379         | 6,32        |
| Nuls        | Nuls             | Nuls        | Nuls        | 92           | 1,57         | 238         | 3,97        |
| Exprimés    | Exprimés         | Exprimés    | Exprimés    | 5 558        | 94,56        | 5 384       | 89,72       |

### Canton de Pamiers-1
| Candidats            | Candidats               | Partis      | Partis      | Premier tour | Premier tour | Second tour | Second tour |
| Candidats            | Candidats               | Partis      | Partis      | Voix         | %            | Voix        | %           |
| -------------------- | ----------------------- | ----------- | ----------- | ------------ | ------------ | ----------- | ----------- |
| 1                    | Jacques Laffargue       |             | DVG         | 1 392        | 35,27        | 2 386       | 60,06       |
| 1                    | Marie-France Vilaplana* |             | PS          | 1 392        | 35,27        | 2 386       | 60,06       |
| 2                    | Jacques Arthuys         |             | EÉLV        | 503          | 12,74        |             |             |
| 2                    | Maryse Gargaud          |             | FG          | 503          | 12,74        |             |             |
| 3                    | Chantal Clamer          |             | SIEL        | 1 324        | 33,54        | 1 587       | 39,94       |
| 3                    | Aimé Deléglise          |             | SIEL        | 1 324        | 33,54        | 1 587       | 39,94       |
| 4                    | Sabine Bergé            |             | DVG         | 728          | 18,44        |             |             |
| 4                    | Jean Guichou            |             | DVG         | 728          | 18,44        |             |             |
|                      |                         |             |             |              |              |             |             |
| Inscrits             | Inscrits                | Inscrits    | Inscrits    | 8 224        | 100,00       | 8 225       | 100,00      |
| Abstentions          | Abstentions             | Abstentions | Abstentions | 3 929        | 47,77        | 3 768       | 45,81       |
| Votants              | Votants                 | Votants     | Votants     | 4 295        | 52,23        | 4 457       | 54,19       |
| Blancs               | Blancs                  | Blancs      | Blancs      | 261          | 6,08         | 336         | 7,54        |
| Nuls                 | Nuls                    | Nuls        | Nuls        | 87           | 2,03         | 148         | 3,32        |
| Exprimés             | Exprimés                | Exprimés    | Exprimés    | 3 947        | 91,90        | 3 973       | 89,14       |
| * conseiller sortant |                         |             |             |              |              |             |             |

### Canton de Pamiers-2
| Candidats            | Candidats          | Partis      | Partis      | Premier tour | Premier tour | Second tour | Second tour |
| Candidats            | Candidats          | Partis      | Partis      | Voix         | %            | Voix        | %           |
| -------------------- | ------------------ | ----------- | ----------- | ------------ | ------------ | ----------- | ----------- |
| 1                    | Monique Bordes     |             | PS          | 1 640        | 40,38        | 2 587       | 59,44       |
| 1                    | André Montané*     |             | PS          | 1 640        | 40,38        | 2 587       | 59,44       |
| 2                    | Gérard Prieto      |             | FN          | 1 648        | 40,58        | 1 765       | 40,56       |
| 2                    | Andrée Violin      |             | FN          | 1 648        | 40,58        | 1 765       | 40,56       |
| 3                    | Carmen Barthes     |             | FG          | 773          | 19,03        |             |             |
| 3                    | Dominique Mourlane |             | FG          | 773          | 19,03        |             |             |
|                      |                    |             |             |              |              |             |             |
| Inscrits             | Inscrits           | Inscrits    | Inscrits    | 8 929        | 100,00       | 8 929       | 100,00      |
| Abstentions          | Abstentions        | Abstentions | Abstentions | 4 274        | 47,87        | 4 017       | 44,99       |
| Votants              | Votants            | Votants     | Votants     | 4 655        | 52,13        | 4 912       | 55,01       |
| Blancs               | Blancs             | Blancs      | Blancs      | 426          | 9,15         | 377         | 7,68        |
| Nuls                 | Nuls               | Nuls        | Nuls        | 168          | 3,61         | 183         | 3,73        |
| Exprimés             | Exprimés           | Exprimés    | Exprimés    | 4 061        | 87,24        | 4 352       | 88,60       |
| * conseiller sortant |                    |             |             |              |              |             |             |

### Canton du Pays d'Olmes
| Candidats   | Candidats         | Partis      | Partis      | Premier tour | Premier tour | Second tour | Second tour |
| Candidats   | Candidats         | Partis      | Partis      | Voix         | %            | Voix        | %           |
| ----------- | ----------------- | ----------- | ----------- | ------------ | ------------ | ----------- | ----------- |
| 1           | Jessica Miquel    |             | FG          | 1 970        | 37,65        | 3 209       | 60,88       |
| 1           | Marc Sanchez      |             | FG          | 1 970        | 37,65        | 3 209       | 60,88       |
| 2           | Raphaëlle Girard  |             | PS          | 1 415        | 27,04        | Retrait     | Retrait     |
| 2           | Jean-Pierre Stahl |             | PS          | 1 415        | 27,04        | Retrait     | Retrait     |
| 3           | Thérèse Aliot     |             | FN          | 1 848        | 35,31        | 2 062       | 39,12       |
| 3           | André Nadouce     |             | FN          | 1 848        | 35,31        | 2 062       | 39,12       |
|             |                   |             |             |              |              |             |             |
| Inscrits    | Inscrits          | Inscrits    | Inscrits    | 10 334       | 100,00       | 10 334      | 100,00      |
| Abstentions | Abstentions       | Abstentions | Abstentions | 4 629        | 44,79        | 4 461       | 43,17       |
| Votants     | Votants           | Votants     | Votants     | 5 705        | 55,21        | 5 873       | 56,83       |
| Blancs      | Blancs            | Blancs      | Blancs      | 322          | 5,64         | 362         | 6,16        |
| Nuls        | Nuls              | Nuls        | Nuls        | 150          | 2,63         | 240         | 4,09        |
| Exprimés    | Exprimés          | Exprimés    | Exprimés    | 5 233        | 91,73        | 5 271       | 89,75       |

### Canton des Portes d'Ariège
| Candidats   | Candidats         | Partis      | Partis      | Premier tour | Premier tour | Second tour | Second tour |
| Candidats   | Candidats         | Partis      | Partis      | Voix         | %            | Voix        | %           |
| ----------- | ----------------- | ----------- | ----------- | ------------ | ------------ | ----------- | ----------- |
| 1           | Géraldine Pons    |             | DVD         | 1 847        | 34,71        | 3 005       | 65,30       |
| 1           | Jean-Michel Soler |             | DVD         | 1 847        | 34,71        | 3 005       | 65,30       |
| 2           | Antoine Avilez    |             | EÉLV        | 692          | 13,01        |             |             |
| 2           | Sylvie Bonacina   |             | FG          | 692          | 13,01        |             |             |
| 3           | Jean Crespy       |             | PS          | 1 321        | 24,83        | Retrait     | Retrait     |
| 3           | Christine Roou    |             | PS          | 1 321        | 24,83        | Retrait     | Retrait     |
| 4           | Nicolas Brunet    |             | FN          | 1 461        | 27,46        | 1 597       | 34,70       |
| 4           | Élisabeth Toulis  |             | FN          | 1 461        | 27,46        | 1 597       | 34,70       |
|             |                   |             |             |              |              |             |             |
| Inscrits    | Inscrits          | Inscrits    | Inscrits    | 9 610        | 100,00       | 9 610       | 100,00      |
| Abstentions | Abstentions       | Abstentions | Abstentions | 3 997        | 41,59        | 4 090       | 42,56       |
| Votants     | Votants           | Votants     | Votants     | 5 613        | 58,41        | 5 520       | 57,44       |
| Blancs      | Blancs            | Blancs      | Blancs      | 241          | 4,29         | 618         | 11,20       |
| Nuls        | Nuls              | Nuls        | Nuls        | 51           | 0,91         | 300         | 5,43        |
| Exprimés    | Exprimés          | Exprimés    | Exprimés    | 5 321        | 94,80        | 4 602       | 83,37       |

### Canton des Portes du Couserans
| Candidats            | Candidats         | Partis      | Partis      | Premier tour | Premier tour | Second tour | Second tour |
| Candidats            | Candidats         | Partis      | Partis      | Voix         | %            | Voix        | %           |
| -------------------- | ----------------- | ----------- | ----------- | ------------ | ------------ | ----------- | ----------- |
| 1                    | Alain Bari*       |             | DVD         | 1 848        | 44,75        | 2 452       | 54,37       |
| 1                    | Magalie Bernère   |             | DVG         | 1 848        | 44,75        | 2 452       | 54,37       |
| 2                    | Raymond Coumes*   |             | PS          | 1 658        | 40,15        | 2 058       | 45,63       |
| 2                    | Jacqueline Mauran |             | PS          | 1 658        | 40,15        | 2 058       | 45,63       |
| 3                    | Viviane Baudry    |             | PCF         | 624          | 15,11        |             |             |
| 3                    | François Calvet   |             | EÉLV        | 624          | 15,11        |             |             |
|                      |                   |             |             |              |              |             |             |
| Inscrits             | Inscrits          | Inscrits    | Inscrits    | 7 679        | 100,00       | 7 671       | 100,00      |
| Abstentions          | Abstentions       | Abstentions | Abstentions | 3 130        | 40,76        | 2 759       | 35,97       |
| Votants              | Votants           | Votants     | Votants     | 4 549        | 59,24        | 4 912       | 64,03       |
| Blancs               | Blancs            | Blancs      | Blancs      | 260          | 5,72         | 237         | 4,82        |
| Nuls                 | Nuls              | Nuls        | Nuls        | 159          | 3,50         | 165         | 3,36        |
| Exprimés             | Exprimés          | Exprimés    | Exprimés    | 4 130        | 90,79        | 4 510       | 91,82       |
| * conseiller sortant |                   |             |             |              |              |             |             |

### Canton de Sabarthès
| Candidats            | Candidats            | Partis      | Partis      | Premier tour | Premier tour | Second tour | Second tour |
| Candidats            | Candidats            | Partis      | Partis      | Voix         | %            | Voix        | %           |
| -------------------- | -------------------- | ----------- | ----------- | ------------ | ------------ | ----------- | ----------- |
| 1                    | Benoît Alvarez*      |             | DVG         | 2 310        | 45,41        | 2 910       | 53,07       |
| 1                    | Nadège Sutra-Denjean |             | PRG         | 2 310        | 45,41        | 2 910       | 53,07       |
| 2                    | Jean-Bernard Fournié |             | PS          | 2 021        | 39,73        | 2 573       | 46,93       |
| 2                    | Patricia Testa       |             | PS          | 2 021        | 39,73        | 2 573       | 46,93       |
| 3                    | Florence Cortès      |             | EÉLV        | 756          | 14,86        |             |             |
| 3                    | Gérard Senevat       |             | PCF         | 756          | 14,86        |             |             |
|                      |                      |             |             |              |              |             |             |
| Inscrits             | Inscrits             | Inscrits    | Inscrits    | 9 367        | 100,00       | 9 367       | 100,00      |
| Abstentions          | Abstentions          | Abstentions | Abstentions | 3 632        | 38,77        | 3 340       | 35,66       |
| Votants              | Votants              | Votants     | Votants     | 5 735        | 61,23        | 6 027       | 64,34       |
| Blancs               | Blancs               | Blancs      | Blancs      | 442          | 7,71         | 332         | 5,51        |
| Nuls                 | Nuls                 | Nuls        | Nuls        | 206          | 3,59         | 212         | 3,52        |
| Exprimés             | Exprimés             | Exprimés    | Exprimés    | 5 087        | 88,70        | 5 483       | 90,97       |
| * conseiller sortant |                      |             |             |              |              |             |             |

### Canton du Val d'Ariège
| Candidats   | Candidats            | Partis      | Partis      | Premier tour | Premier tour | Second tour | Second tour |
| Candidats   | Candidats            | Partis      | Partis      | Voix         | %            | Voix        | %           |
| ----------- | -------------------- | ----------- | ----------- | ------------ | ------------ | ----------- | ----------- |
| 1           | Colette Ferre        |             | DVG         | 1 022        | 20,53        |             |             |
| 1           | Numen Muñoz          |             | DVG         | 1 022        | 20,53        |             |             |
| 2           | Martine Esteban      |             | PS          | 2 120        | 42,58        | 2 612       | 60,00       |
| 2           | Jean-Paul Ferré      |             | PS          | 2 120        | 42,58        | 2 612       | 60,00       |
| 3           | Marcel Lopez         |             | PCF         | 1 105        | 22,19        | 1 741       | 40,00       |
| 3           | Kathy Wersinger      |             | PCF         | 1 105        | 22,19        | 1 741       | 40,00       |
| 4           | Benjamin de Scorbiac |             | UDI         | 732          | 14,70        |             |             |
| 4           | Bernadette Dedieu    |             | UDI         | 732          | 14,70        |             |             |
|             |                      |             |             |              |              |             |             |
| Inscrits    | Inscrits             | Inscrits    | Inscrits    | 10 838       | 100,00       | 10 839      | 100,00      |
| Abstentions | Abstentions          | Abstentions | Abstentions | 5 114        | 47,19        | 5 483       | 50,59       |
| Votants     | Votants              | Votants     | Votants     | 5 724        | 52,81        | 5 356       | 49,41       |
| Blancs      | Blancs               | Blancs      | Blancs      | 492          | 8,60         | 662         | 12,36       |
| Nuls        | Nuls                 | Nuls        | Nuls        | 253          | 4,42         | 341         | 6,37        |
| Exprimés    | Exprimés             | Exprimés    | Exprimés    | 4 979        | 86,98        | 4 353       | 81,27       |